# Комітет у справах культурно-освітніх установ при Раді міністрів УРСР
Комітет у справах культурно-освітніх установ при Раді міністрів Української РСР — вищий державний орган УРСР у справах культурно-освітніх установ, входив до складу Ради Народних Комісарів (з 1946 року — Ради Міністрів) Української РСР.

## Історія
Утворений в 1945 (офіційно 30 серпня 1946). 10 квітня 1953 року увійшов до складу Міністерства культури УРСР.

## Голови Комітету у справах культурно-освітніх установ
- Пащин Микола Петрович (1945—1947)
- Овчаренко Порфирій Макарович (1947—1950)
- Сірченко Яків Тихонович (1950—1953)